# Мансфельд, Дмитрий Августович
Дмитрий Августович фон Ма́нсфельд (22 сентября (4 октября) 1851, Москва — 15 (28) марта 1909, Москва) — русский драматург, переводчик, журналист.

## Биография и деятельность
Д. А. фон Мансфельд происходил из немецкого графского рода Мансфельдов. Дворянин Московской губернии, лютеранского вероисповедания. Сын Августа Александровича фон Мансфельда (1830—1901) — действительного статского советника, старшего воспитателя Московского Императорского коммерческого училища, и его супруги — Дарьи Ивановны, урожд. Доротеи Кюнн (1826—1896), происходившей из московских немцев.  
Братья Д. А. фон Мансфельда: 
- Алексей Августович Полевой-Мансфельд — драматург (писал под псевдонимом Алексей Боярский), преподаватель коммерческих наук, смотритель имущества Московского Кремля.
- Евгений Августович Полевой-Мансфельд — педагог, писатель, драматург, конферансье.

Сестры: 
- Евгения Августовна  фон Мансфельд (1850—1922) замужем за Александром Карловичем Гибшманом, инженером, членом Императорского Русского технического общества.
- Фанни Августовна фон Мансфельд (1859—1918) замужем за Эдуардом Карловичем Гибшманом (1846—1913)[2].

Д. А. фон Мансфельд учился в 1-й Московской гимназии, 
в 1870 г. окончил Московское коммерческое училище со званием кандидата коммерции. Преподавал математику в Одесском техническом железнодорожном училище, сотрудничал в газетах «Одесский вестник» и «Новороссийский телегаф». В 1876 г. вернулся в Москву, некоторое время издавал музыкальный журнал «Лира», начал литературную деятельность. В 1880—1884 гг. заведовал редакцией газеты «Современные известия» (основанной Н. П. Гиляровым-Платоновым с целью содействовать общественному воспитанию). В 1880-е и 1890-е годы работал редактором иллюстрированных журналов «Радуга» (с приложениями  — «Аккорд», «Сцена», «Салон», «Ремесленная выставка»), «Эпоха» (в последнем печатались Н. С. Лесков, Н. Д. Телешов и др. видные литераторы). Мансфельд тоже помещал в этих журналах свои статьи на разные темы.
Д. А. фон Мансфельд перевёл с немецкого и переделал для русской сцены более 100 комедий, фарсов и др. пьес, основные из них вошли в трёхтомник «Драматические сочинения и переводы» (изданы в Москве в 1886 г.). Переводил сочинения К. Гуцкова, Г. Ибсена, Г. Зудермана. Он был весьма репертуарным автором, его пьесы шли в столичных и провинциальных театрах. Пьесы  «В своем халате» (1881 г.), «Тетушка из Глухова» (1883 г.), «С места в карьер» (1888), «Разрушение Помпеи» (1884 г.),  «Нина» («Папашины дочки», 1899 г.) продержались на сцене до начала 1920-х годов.
В начале 1890-х гг. поступил на службу в фирму «Антон Эрлангер и K˚», занимавшуюся мукомольным делом, устройством мельниц и торговлей мельничными принадлежностями. В 1892 г. организовал журнал «Мельник», которым занимался до конца жизни. С 1895 г. член Московского общества сельского хозяйства. На Всемирной выставке в Париже в 1900 г. был представителем в павильоне российских мукомолов. Опубликовал «Краткий обзор мукомольной промышленности» (журнал «Мельник», 1900, № 5—14), который был поднесён президенту Франции. В 1890-е гг. сотрудничал в «Сельскохозяйственном журнале».
В 1892 г. создал первую в России мукомольную школу. Был директором Училища иностранных торговых корреспондентов, директором Московского женского коммерческого училища (семейное предприятие Мансфельдов, находилось на Большой Никитской, 21).
По словам В. М. Дорошевича, Мансфельд, «никогда не бывши драматургом, сделался одним из самых плодовитых драматических писателей. И всю жизнь занимаясь драматургией, сделался мельником».

## Семья
Его жена — Елизавета Юлиевна фон Мансфельд (урождённая Коб-Тетбу де Мариньи) (1853—1885) — переводчица, писательница. Происходила из старинного французского рода. Заведовала музыкальным отделом в еженедельном журнале «Радуга». После ее смерти, в 1898 году, был издан сборник ее произведений «Свет и тени. Картинки и миниатюры».
- Дочь — Екатерина Дмитриевна фон Мансфельд (1877—1949), пианистка, жена А. Г. Блюма. Внуки: пианистки Ирина Александровна Блюм (1907—после 1990; в замуж. Дитрих), пианистка и Д. А. Блюм, педагог-сольфеджист[8]. Правнук —  Александр Кириллович Дитрих, детский писатель, сценарист, популяризатор науки.
- Сын (от второго брака) — Георгий Дмитриевич фон Мансфельд (1890—1937), инженер. В 30-е годы был репрессирован[9].  Правнук — Георгий Дмитриевич Мансфельд (1940—2011), доктор физико-математических наук, известный российский ученый в области физической акустики, радиофизики и твердотельной электроники, лауреат Государственной премии и Премии Правительства РФ[10].

Племянница Д. А. Мансфельда (дочь его брата Алексея Августовича) — Нонна (Нонна-Адриена) Алексеевна Полевая-Мансфельд, певица.
Племянник (сын его сестры Евгении Августовны) — Евгений Александрович Гибшман, ученый проектирования и строительства железных дорог, ректор Московского института инженеров путей сообщения (1920—1924). Его сын — Евгений Евгеньевич Гибшман, доктор технических наук, профессор МАДИ, заслуженный деятель науки и техники РСФСР.
Племянник (сын его сестры Фанни Августовны) — Константин Эдуардович Гибшман, актер.
Семейное захоронение Мансфельдов находится на Введенском кладбище (участок 16).